# Hampden Sydney
Hampden Sydney és una concentració de població designada pel cens dels Estats Units a l'estat de Virgínia. Segons el cens del 2000 tenia 1.264 habitants.

## Demografia
Segons el cens del 2000, Hampden Sydney tenia 1.264 habitants, 167 habitatges, i 118 famílies. La densitat de població era de 109,7 habitants per km².
Dels 167 habitatges en un 32,3% hi vivien nens de menys de 18 anys, en un 50,9% hi vivien parelles casades, en un 16,2% dones solteres, i en un 29,3% no eren unitats familiars. En el 25,1% dels habitatges hi vivien persones soles el 10,8% de les quals corresponia a persones de 65 anys o més que vivien soles. El nombre mitjà de persones vivint en cada habitatge era de 2,46 i el nombre mitjà de persones que vivien en cada família era de 2,88.
Per edats la població es repartia de la següent manera: un 8,5% tenia menys de 18 anys, un 69,1% entre 18 i 24, un 9,6% entre 25 i 44, un 7,9% de 45 a 60 i un 4,9% 65 anys o més.
L'edat mediana era de 21 anys. Per cada 100 dones de 18 o més anys hi havia 600,6 homes.
La renda mediana per habitatge era de 27.679 $ i la renda mediana per família de 69.091 $. Els homes tenien una renda mediana de 29.722 $ mentre que les dones 28.214 $. La renda per capita de la població era de 15.656 $. Entorn del 25,6% de les famílies i el 20,9% de la població estaven per davall del llindar de pobresa.

## Poblacions més properes
El següent diagrama mostra les poblacions més properes.